# Municipio de Kickapoo (Dakota del Norte)
El municipio de Kickapoo (en inglés: Kickapoo Township) es un municipio ubicado en el condado de Mountrail en el estado estadounidense de Dakota del Norte. En el año 2010 tenía una población de 28 habitantes y una densidad poblacional de 0,3 personas por km².

## Geografía
El municipio de Kickapoo se encuentra ubicado en las coordenadas 48°14′15″N 102°0′34″O / 48.23750, -102.00944. Según la Oficina del Censo de los Estados Unidos, el municipio tiene una superficie total de 92.94 km², de la cual 86,54 km² corresponden a tierra firme y (6,89 %) 6,4 km² es agua.

## Demografía
Según el censo de 2010, había 28 personas residiendo en el municipio de Kickapoo. La densidad de población era de 0,3 hab./km². De los 28 habitantes, el municipio de Kickapoo estaba compuesto por el 100 % blancos. Del total de la población el 0 % eran hispanos o latinos de cualquier raza.